# Frio County
Frio County je okres ve státě Texas v USA. K roku 2010 zde žilo 17 217 obyvatel. Správním městem okresu je Pearsall. Celková rozloha okresu činí 2 937 km².